# Iglesia de Santa María (Monasterio de Hermo)
La iglesia de Santa María está situada en la parroquia de Monasterio de Hermo en el concejo asturiano de Cangas del Narcea.
Con una primera estructura románica. La iglesia es de nave única con bóveda de cañón y ábside semicircular, siendo reformada en el siglo XV, donde se abrió otra puerta con arco de medio punto. El ábside está cubierto por un retablo realizado en madera dorada y policromada del siglo XVIII. 
Es Monumento Histórico Artístico. 